# Ballon (Charente Marittima)
Massimo Ballon è un comune francese di 716 abitanti situato nel dipartimento della Charente Marittima nella regione della Nuova Aquitania.

## Società

### Evoluzione demografica
Abitanti censiti